# Láska za časů cholery
Láska za časů cholery (španělský originál El amor en los tiempos del cólera) patří k nejvýznamnějším dílům Gabriela Garcíi Márqueze. Knihu do češtiny přeložila Blanka Stárková, byla publikována v roce 1985 a v roce 2007 se dočkala i svého filmového zpracování. Kniha se zabývá 50 let trvajícím milostným trojúhelníkem mezi postavami Ferminy Dazové, Florentino Ariza a doktora Juvenala Urbina na konci 19. století a v prvních dekádách 20. století (přibližně 1880–1930). Román se zabývá myšlenkou, že
utrpení z neopětované lásky je druhem vznešenosti.

## Hlavní postavy
- Florentino Ariza – přecitlivělý, velmi psychicky nevyrovnaný. Celý život ho pronásleduje a ničí nešťastná láska k Fermině Dazové. Ve svém utrpení se mnohdy vyžívá, a přeje si, aby Fermina poznala, jak moc kvůli ní trpí.
- Fermina Dazová – svéhlavá, má sklony k impulzivnímu jednání. V důležitých záležitostech se řídí hlavně rozumem a nebere příliš ohledů na ostatní.
- Doktor Juvenal Urbino – manžel Ferminy Dazové. Je vzdělaný, racionální a všude vážený. Staví se velice vstřícně k pokroku a vývoji vědy a techniky. Má rád, když mají všechny věci svůj řád.
- Lev XII. – strýc Florentina Arizy a ředitel Karibské říční paroplavby. Pomáhá Florentinovi a snaží se mu aspoň trochu vynahradit to, co mu jeho otec, bratr Lva XII., nikdy nedal. Zaměstnává Florentina , a když odchází na odpočinek, jmenuje ho svým nástupcem.
- Leona Cassiani – zástupkyně ředitele v Karibské říční paroplavbě. Miluje Florentina Arizu, ale ví, že on nikdy nezradí svou lásku k Fermině Dazové. Tak mu je aspoň dobrou přítelkyní a pomáhá mu snášet jeho trpký životní úděl.
- Lorenzo Daza – otec Ferminy Dazové. Je výbušný a přísný. Svými obchody, často nelegálními a pochybnými, si získal bohatství a určitý společenský respekt (ovšem jen zdánlivý, vysoká společnost jím ve skutečnosti pohrdá), o který se nechce nechat za žádnou cenu připravit. Ani za cenu dceřina štěstí.
- Tránsito Arizová – matka Florentina Arizy. Svému synovi je vždy oporou, ve všem mu pomáhá a utěšuje ho, když propadá depresím.

## Děj
Příběh se odehrává v Kolumbii, pravděpodobně ve městě Cartagena. Příběh začíná smrtí fotografa a bývalého vojáka Jeremiaha de Saint-Amour. K ohledání těla je pozván jeho dlouholetý přítel, starý a věhlasný doktor Juvenal Urbino. Zjistí, že šlo o sebevraždu. Smrt Jeremiaha s ním otřese víc, než si je schopen připustit. Začne přemýšlet o svém dosavadním životě, o minulosti, ale také o smrti. Jako by tušil její blízkost. Krátce potom se osmdesátiletý doktor Urbino vydá chytat papouška, který jim ulétl na vysoký strom. Neodhadne své schopnosti a zřítí se ze žebříku. Už se nedá nic dělat, pouze konstatovat smrt. Z jeho ženy Ferminy je rázem vdova. V den Urbinova pohřbu se na scéně objevuje Florentino Ariza, který má s Ferminou společného více, než si je schopna připustit. Kdysi dávno, skoro před šedesáti lety se začal odvíjet jejich příběh. Mladý poštovní poslíček Florentino Ariza jednoho dne spatří krásnou Ferminu, jak v parku pod mandloněmi učí číst svou tetu Escolástiku. Na první pohled se do ní zamiluje a začne jí psát spousty dopisů, ve kterých jí vyznává nekonečnou lásku a prosí ji o odpověď. Fermina ovšem jeho cit neopětuje tak, jak by si přál. Na zoufalé dopisy mu odpoví po dlouhé době jen jednou, a navíc hodně vlažně a stručně. Ale i za tohle je Florentino neskutečně šťastný. Snaží se pořád získat její náklonnost, složí pro ni valčík, který ji v největším zoufalství chodí hrát pod okno. Neustává v psaní dopisů, na které mu Fermina pomalu začíná odpovídat. Ve své korespondenci dojdou tak daleko, že se začnou domlouvat i na svatbě. V tom ale zasáhnou okolnosti. Ferminin otec Lorenzo Daza na všechno přijde a velmi se rozčílí. Florentina rozhodně za zetě nechce, protože nemá žádné peníze ani perspektivní budoucnost. Fermině striktně oznámí, že na Florentina musí zapomenout. Jenže Fermina je tvrdohlavá a otci neustoupí, dokonce mu vyhrožuje sebevraždou. Tak to Lorenzo Daza zkusí z druhé strany. Sejde se s Florentinem a přesvědčuje ho, aby se Ferminy vzdal pro její vlastní dobro. Není mu to ale nic platné, Florentino totiž vidí ve Fermině jediný smysl své existence a za žádnou cenu se jí nevzdá. Lorenzo Daza to zkouší po dobrém i po zlém, ale nic nevzmůže. Jeho trpělivost je u konce. Sebere Ferminu a odjede s ní na vzdálený ranč, kde žijí sourozenci její matky. Fermina je zprvu nešťastná, ale v jedné ze svých mnohých sestřenic, Hildebrandě Sanchézové, najde nejlepší přítelkyni, která jí umí se vším pomoci. Fermina pomalu zapomíná na Florentina, když jí sestřenice tajně přinesou telegrafní zprávy, které jí zoufalý Florentino posílal. Začnou si opět dopisovat a po pár letech, které Fermina strávila daleko od domova, se blíží čas návratu. Fermině je čerstvých osmnáct, když se s otcem vrátí do města. Florentino se to dozví, a okamžitě se jí vydá hledat do ulic. Fermina je zrovna na nákupech, když za sebou uslyší známý hlas. Otočí se, ale je zklamaná. Uvědomí si, že za ta léta, co se neviděli, si Florentina příliš zidealizovala a že se vlastně zamilovala jen do iluze, ne do skutečného člověka. Nechce to příliš prodlužovat, a tak svůj dojem Florentinovi ihned sdělí. Ten je z toho nejdříve zmatený, a potom nešťastný. Zhroutí se mu svět, a uvědomí si, že vše, pro co žil je pryč. Pořád si ale dělá falešné naděje a nepřipouští si, že by ji mohl ztratit. Pořád ji vyhledává, přesvědčuje ji a prosí. Fermina je ale neoblomná a ze svého rozhodnutí neustoupí. Florentino postupně poznává, že už nemá šanci. Stane se z něj tělo bez duše a utápí se ve svém smutku. Fermina se zatím seznámí s dotorem Juvenalem Urbinem, který je i přes své mládí všeobecně uznávaný. Má i dobrý původ, jeho otec býval věhlasným lékařem, specializujícím se na choleru, která ho nakonec také zahubila. Doktoru Urbinovi se Fermina velice líbí, ale ona mu dává okatě najevo, že nemá zájem. Lorenzo Daza ale ihned vidí, že s tímto mužem by jeho dceru čekala skvělá budoucnost, a tak ho před ní začne vychvalovat a dokonce jí podstrkává dopisy, které jí doktor posílá. Fermina ho brzy poznává blíž a získává k němu značnou náklonnost. Brzy se začne chystat svatba. Florentinův smutek za tu dobu ani v nejmenším neochladl, naopak ještě zesílil. Florentino ve svém neštěstí prchá na moře na lodi Karibské říční paroplavby, kterou vede jeho strýc Lev XII., bratr Florentinova otce, který si ale jeho matku Tránsito nikdy nevzal a syna až do své smrti tajil. Lev XII. se snaží aspoň trochu pomáhat svému synovci, a tak ho zaměstná v Karibské říční paroplavbě. Mezitím, co je Florentino na moři, se Fermina vdává a odjíždí s doktorem Urbinem na svatební cestu do Evropy. Florentino na ni ale nedokáže zapomenout ani na moři. Moc si přeje, aby Fermina viděla, jak kvůli ní trpí. Celé dny je duchem nepřítomen a vyžívá se ve svém žalu. Přesto ale tato plavba znamená zásadní obrat v jeho životě. Když je totiž sám v noční kajutě, přijde tam za ním neznámá žena a pomiluje se s ním. Než Florentino stačí neznámou ženu identifikovat, zase mu zmizí. Druhý den se k němu žádná žena nehlásí, a tak Florentino může jenom hádat, která to byla. Tu noc si ale uvědomí, že právě milostná dobrodružství mu mohou částečně pomoci se odpoutat od neutěšené reality. Za těch 51 let, co Florentino čekal na smrt doktora Urbina, navázal přes 600 milostných poměrů, z nichž některé byly pouze jednorázové, a některé trvaly dosud. Žádná z žen ale nemohla počítat s žádným hlubším citem, protože jeho srdce nikdy nepřestalo patřit Fermině. Florentino za tu dobu i velmi povýšil v práci. Starý strýc Lev XII. se odebral na penzi a Florentina učinil svým nástupcem na post ředitele Karibské říční paroplavby. Z Florentina se stal do jisté míry vážený člověk, ale jeho osobní život byl vždy trnem v oku místním drbnám, proto se o něm neustále šířily všemožné pomluvy, kterým ale stejně nevěnoval pozornost. Fermina žila relativně klidný životem. S doktorem Urbinem měla dvě děti, všichni žili v prostorné vile, kam se přestěhovali od Urbinovy nesnesitelné, panovačné matky a sester. Se svým manželem se navzájem doplňovali a v poklidu prožívali podzim života. Po Urbinově náhlé smrti se Fermina uzavřela do sebe. Nedovedla si dobře představit svůj další život bez manžela. Přichází den pohřbu a mezi mnoha smutečními hosty se objevuje Florentino, který nechce promarnit chvíli, na kterou tak dlouho čekal. Zachová se ale příliš zbrkle a bezohledně k situaci, když opět vyzná Fermině lásku. Ta je vzteky bez sebe, nedokáže pochopit, jak jí může tohle říct v den pohřbu jejího manžela. Ostře ho odmítne a vykáže ven. Florentino je nešťastný, že se ani jeho druhá příležitost nepovedla. Nechce se ale vzdát, protože pak už by pro něj jeho život neměl žádnou cenu. Odhodlá se a napíše Fermině omluvný dopis. Ta mu ale odpoví dopisem plným urážek a nadávek. On se ale nevzdá, píše jí dál. Už ne žádná horoucí a zoufalá vyznání lásky, ale inteligentní úvahy o lásce a životě vůbec. Útěchou mu je, že se mu neotevřené dopisy nevrací obratem zpět, přesto si ale ve svých obavách představuje, jak jeho dopisy rozezlená Fermina hází do ohně. Je tomu ale úplně naopak. Fermina totiž čekala, že ji Florentino odpoví na její urážlivý dopis ve stejném duchu, a o to víc je překvapena, když se tak nestane. Od toho okamžiku si každý jeho dopis pečlivě přečte a za nějakou dobu se odhodlá i k odpovědi. Začnou si dopisovat a brzy dojde i k setkání, z kterého se stanou pravidelná odpoledne u karet a kávy. Když se jednoho dne Fermina zmíní o tom, že by chtěla pryč z města, Florentino okamžitě zařídí místa na přepychovém parníku jeho společnosti. Zapomenou na svůj dosavadní život a prostě odplují. Na lodi se velice sblíží a začnou si uvědomovat to, co k sobě navzájem cítí. Není to ta stará zašlá láska, která je pojila v dávném mládí, ale ani zbrusu nově objevená. Je to vlastně pokračování jejich naivní, mladé lásky, která přeskočila dlouhá léta manželského života, a nedotčena teď pokračuje jako ryzí a laskavý cit. Užívají si společné okamžiky plnými doušky, a když loď přistane, vyloží cestující a má nabrat další na zpáteční cestu, Florentino se rozhodne, že vyvěsí na lodi žlutou vlajku, což značí, že na palubě je cholera a že loď nesmí nikde přistát. To se také stane, a tak na lodi zůstává pouze Florentino, Fermina a kapitán. Když se pomalu vrací zpět k městu, oba si uvědomují, že návrat to všechno, co spolu prožili sami na lodi, zničí. Proto Florentino řekne kapitánovi, aby nechal žlutou vlajku viset a aby loď otočil a místo do města plul do dáli po řece Magdaleně. Na kapitánovu otázku, jak dlouho se chtějí plavit takhle odnikud nikam, Florentino odpovídá slovy, které měl připravené celých 51 let. „Celý život. “ řekl.

## Filmová adaptace
V roce 2007 byl podle knihy natočen stejnojmenný film v režii Mika Newella v hlavních rolích Javier Bardem, Giovanna Mezzogiorno, Laura Harring